# Mi corazón es tuyo
Mi corazón es tuyo es una telenovela mexicana de comedia romántica producida por Juan Osorio para Televisa en 2014, y transmitida por el Canal de las Estrellas. Es una adaptación de la serie de televisión española titulada Ana y los 7.
Está protagonizada por Silvia Navarro y Jorge Salinas, junto con Mayrín Villanueva, Lisardo, Raúl Buenfil y Carmen Salinas en los roles antagónicos. Acompañados por René Casados, Adrián Uribe, Pablo Montero, Paulina Goto, Rafael Inclán, Fabiola Campomanes y Norma Herrera.

## Sinopsis
Ana Leal (Silvia Navarro) es una bailarina de Pole Dance que trabaja en un bar llamado "Chicago", con su amiga Jennifer (Fabiola Campomanes). Por circunstancias de la vida se ve obligada a firmar un contrato de permanencia, logrando así estar atrapada en las manos de Doroteo (Raúl Buenfil) un hombre ambicioso e inescrupuloso que ve en ella una posibilidad de hacer dinero. Ana, en busca de empleo, encuentra uno como niñera de siete niños: Fanny (Paulina Goto), Nando (Polo Morín), Alicia (Isidora Vives), Sebastián (Emilio Osorio), Alex y Guille (José Pablo Alanis y José Manuel Alanis) y Luz (Isabella Tena), logrando ser la niñera de la familia Lascuráin.
Ahí conoce al padre de los siete, Fernando Lascuráin (Jorge Salinas), del que se enamora. Cuando Fernando, al fin descubre que ya sentía algo por Ana, tuvo que  casarse con Isabela (Mayrín Villanueva) creyendo que tendrá un bebé con ella, sin pensar que ese bebé es de Enrique (Lisardo), un amante de Isabela en el pasado y quien planea una venganza en contra de Fernando además de estar obsesionado con Fanny.
Isabela es una mujer ambiciosa, rencorosa y cruel que utiliza a su hijo para quedarse con el dinero de Fernando y en complicidad con su madre Yolanda (Carmen Salinas) harán todo lo posible para sacar a Ana de la vida de los Lascuráin y hacerle daño inventando que Yolanda es la madre de Ana para burlarse de ella, quien ha estado buscando durante años a su verdadera madre.
A descubrir Fernando que Isabela era una mala persona decide divorciarse y hace de todo para reconquistar a Ana, llegando así a pedirle matrimonio, pero ese mismo día Ana es descubierta por Fernando bailando en el Chicago, todo por un plan que elaboró Isabela. Al darse cuenta de la verdad, Fernando piensa que "quien ama no miente ni engaña", entrando en conflicto con el amor de Ana y su moral conservadora, a pesar de que muchos han tratado de explicarle las razones de por qué Ana tuvo que ocultar la verdad. Él, cegado por la ira, no permite que nadie hable de Ana, dando por terminado su compromiso con ella. Fanny ya había descubierto la verdad pero no dijo nada porque sus hermanos la querían mucho, con el tiempo ella también  la quieren y no le importa, ya que el amor de Ana hacia los niños siempre fue verdadero. Ana le escribe una carta a Fernando pidiéndole perdón, y al principio Fernando no quiere leerla, pero el amor que siente por ella es tan fuerte que lo lleva tomar la decisión de leer la carta. Después de leer la carta de Ana él va a buscarla y le perdona. Fernando le pide a Ana de nuevo que se case con el. El día de la boda Isabela intenta arruinarles el día pero no lo logra, y Ana y Fernando terminan casándose. Finalmente, Ana y Fernando tienen un par de gemelas a las que nombran Ana Soledad y Ana Estefanía.

## Reparto
- Silvia Navarro como Ana Leal
- Jorge Salinas como Fernando Lascuráin
- Mayrín Villanueva como Isabela Vázquez
- Adrián Uribe como Juan «Johnny» Gutiérrez Pérez
- René Casados como Bruno Romero
- Carmen Salinas como Yolanda Velasco
- Rafael Inclán como Nicolás Lascuráin
- Paulina Goto como Estefanía «Fanny» Lascuráin Diez
- Pablo Montero como Diego Lascuráin Borbolla
- Norma Herrera como Soledad Fuentes
- Fabiola Campomanes como Jennifer «Jenny» Rodríguez
- Beatriz Morayra como Manuela Limón de Romero
- Juan Pablo Gil como León González Contreras
- Polo Morín como Fernando «Nando» Lascuráin Díez
- Emilio Osorio como Sebastián Lascuráin Díez
- Isidora Vives como Alicia Lascuráin Díez
- José Manuel Alanis como Guillermo «Guille» Lascuráin Díez
- José Pablo Alanis como Alejandro «Alex» Lascuráin Díez
- Isabella Tena como Luz Lascuráin Díez
- María José Mariscal como Sarai Del Paso
- Karla Gómez como Estefanía Díez de Lascuráin
- Daniela Cordero como Ximena Olavarrieta
- Mara Deloya como Ramona
- Karla Farfán como Laura
- Raúl Buenfil como Doroteo Martínez
- Margarita Vega como Natalia Medel
- Lisardo como Enrique Basurto
- Cecilia Galliano como Linda Riquelme Puente
- Alejandra Jurado como Margarita Contreras
- Jorge Aravena como Ángel Altamirano
- Luz Elena González como Magdalena «Magda»
- Elba Jiménez como Edna
- Roberto Romano como Gustavo Sánchez
- Olivia Collins como Paulina de Olavarrieta
- Victoria Camacho como Tamara Sáenz de González
- Bea Ranero como Edith Blanco
- Jaime de Lara como Vladimir «Lenin»
- Yhoana Marell como Reina
- Omar Yubeili como Pablo
- Sergio DeFassio como Rómulo
- Lupita Lara como Rubí
- Tony Balardi como Radamés
- Diego Escalona como Mauricio González Sáenz
- Giuseppe Gamba como Zeus Jiménez
- Miranda Kay como Briana
- María José Mariscal como Saraí
- Alejandro de la Torre como Andrés
- Lalo Palacios como Jaime Morales
- Abraham Batarse como Vicente «Chente»
- Paola Archer como Beatriz «Betty» de la Torre
- Georgina Holguín como Esperanza
- Daniela Goyri como Dana
- Bárbara Falconi como Bárbara
- Alida Torres como Alida
- Karla Falcón como Ángeles
- Lily Garza como Señorita Rojas (Institutríz)
- Michelle Rodríguez como Falsa Ana Leal[5]

### Participaciones especiales
- Ale Müller
- Axel
- Daniela Romo
- Kaay
- Laura Bozzo
- Mauricio Clark
- Pandora

## Banda sonora
| N.º | Título                           | Música | Escritor(es)                   | Duración |  |
| 1.  | «Mi corazón es tuyo»             |        | Axel y Kaay                    | 3:17     |  |
| 2.  | «Llévame despacio»               |        | Paulina Goto                   | 4:25     |  |
| 3.  | «Todo tuyo»                      |        | Banda El Recodo                |          |  |
| 4.  | «Volveremos a ser»               |        | Los niños                      |          |  |
| 5.  | «Te tengo y no»                  |        | Pablo Montero                  | 2:06     |  |
| 6.  | «Máquina del tiempo»             |        | Abraham Batarse                | 4:10     |  |
| 7.  | «De cabeza»                      |        | Poncho & Valeria               | 3:23     |  |
| 8.  | «Shalala»                        |        | La Klave                       | 3:31     |  |
| 9.  | «Todos en la cocina»             |        | Silvia Navarro y los niños     |          |  |
| 10. | «Yo voy contigo»                 |        | Brisa Carrillo / Norma Herrera | 2:07     |  |
| 11. | «Nunca dije»                     |        | Kaay                           | 3:02     |  |
| 12. | «Piensa un poco en mí»           |        | Gommah                         | 3:48     |  |
| 13. | «Quiero amanecer con alguien»    |        | Daniela Romo                   | 4:04     |  |
| 14. | «Junto a mí (La señorita Sarái)» |        | Emilio Osorio                  | 2:23     |  |

## Teatro
El productor de teatro Alejandro Gou estuvo interesado en llevar esta historia al teatro, y una vez que concluyó la novela en televisión abierta en conjunto con el productor de la novela Juan Osorio se produce la obra haciendo su debut en provincia y se presenta en el Distrito Federal en el Centro Cultural Teatro 1 ante la presencia de dos mil personas

## DVD
El Grupo Televisa lanza a la venta en formato DVD sus novelas.

## Premios y nominaciones

### TV Adicto Golden Awards
| Año  | Categoría                                      | Nominados            | Resultado |
| ---- | ---------------------------------------------- | -------------------- | --------- |
| 2014 | Mejores créditos de entrada                    | Juan Osorio          | Ganador   |
| 2014 | Mejor Canción                                  | José Eduardo Murguía | Ganador   |
| 2014 | Mejor actriz en un personaje cómico-entrañable | Carmen Salinas       | Ganadora  |
| 2014 | Mejor actor en un personaje cómico-entrañable  | René Casados         | Ganador   |
| 2014 | Mejor actuación infantil masculina             | Emilio Osorio        | Ganador   |
| 2014 | Mejor actuación infantil femenina              | Isidora Vives        | Ganadora  |
| 2014 | Mejor actuación juvenil                        | Paulina Goto         | Ganadora  |
| 2014 | Mejor lanzamiento juvenil masculino            | Polo Morín           | Ganador   |
| 2014 | Mejor reparto                                  | Juan Osorio          | Ganador   |
| 2014 | Mejor producción                               | Juan Osorio          | Ganador   |
| 2014 | Mejor telenovela de corte popular              | Juan Osorio          | Ganador   |
| 2014 | Mejor telenovela de televisa                   | Juan Osorio          | Ganador   |

### Premios People en Español 2014
| Categoría            | Nominado(a)    | Resultado |
| -------------------- | -------------- | --------- |
| Mejor Actriz del año | Silvia Navarro | Ganadora  |

### Premios TVyNovelas 2015
| Categoría                 | Nominado/a                                       | Resultado |
| ------------------------- | ------------------------------------------------ | --------- |
| Mejor telenovela          | Juan Osorio                                      | Ganador   |
| Mejor tema musical        | Axel y Kaay                                      | Ganadores |
| Mejor actor protagónico   | Jorge Salinas                                    | Nominado  |
| Mejor actriz antagónica   | Mayrín Villanueva                                | Nominada  |
| Mejor primer actor        | René Casados                                     | Nominado  |
| Mejor actriz juvenil      | Paulina Goto                                     | Ganadora  |
| Mejor actor juvenil       | Juan Pablo Gil                                   | Nominado  |
| Mejor guion o adaptación  | Marcia del Río, Alejandro Pohlenz y Pablo Ferrer | Nominados |
| Mejor dirección de escena | Jorge Fons, Aurelio Ávila y Lili Garza           | Nominados |
| Mejor reparto             | Juan Osorio                                      | Nominado  |
| Mejor Multiplataforma     | Mi corazón es tuyo                               | Ganadora  |

### Premios Juventud 2015
| Categoría                | Nominado(a)    | Resultado |
| ------------------------ | -------------- | --------- |
| Mi Protagonista Favorito | Jorge Salinas  | Ganador   |
| Mi Protagonista Favorita | Silvia Navarro | Ganadora  |
| Mi Protagonista Favorita | Paulina Goto   | Nominada  |

### Premios Kids' Choice Awards
| Año  | Categoría                   | Nominado           | Resultado |
| ---- | --------------------------- | ------------------ | --------- |
| 2015 | Mejor actriz favorita       | Paulina Goto       | Ganadora  |
| 2015 | Mejor actor favorito        | Polo Morín         | Ganador   |
| 2015 | Mejor serie o programa      | Mi corazón es tuyo | Nominado  |
| 2015 | Mejor revelación favorita]] | Emilio Osorio      | Nominado  |
| 2015 | Mejor revelación favorita]] | Juan Pablo Gil     | Nominado  |

### Premios Bravo
| Categoría                              | Nominado            | Resultado |
| -------------------------------------- | ------------------- | --------- |
| Mejor actor infantil                   | Emilio Osorio       | Ganador   |
| Mejor actriz infantil                  | María José Mariscal | Ganadora  |
| Mejor revelación juvenil de televisión | Isidora Vives       | Ganadora  |

### Premios ASCAP 2016
| Categoría  | Nominado                                                                 | Resultado |
| ---------- | ------------------------------------------------------------------------ | --------- |
| Televisión | Jorge Eduardo Murguía "Mi corazón es tuyo" interpretada por: Axel y Kaay | Ganador   |

## Versiones
- Mi corazón es tuyo es una adaptación de Ana y los 7, serie española de 2002; producción de Televisión Española, protagonizada por Ana Obregón y Roberto Álvarez.

También se hicieron varias adaptaciones en varios países:
- Ana e os sete (Ana y los siete) (2004), adaptación portuguesa producida por TVI, con Alexandra Lencastre y Alfredo Brito.
- Ana y los 7 (2007), adaptación chilena producida por Chilevisión, protagonizada por Alejandra Herrera y Felipe Castro.
- Anna e i cinque (Ana y los cinco) (2008), adaptación italiana, producida por Canale 5, con Sabrina Ferilli y Pierre Cosso.